# Katharinenrieth
Katharinenrieth is een plaats en voormalige gemeente in de Duitse deelstaat Saksen-Anhalt, en maakt deel uit van de Landkreis Mansfeld-Südharz.
Katharinenrieth telt 224 inwoners.